# 圣拉热
圣拉热（法語：Saint-Lager，發音：[sɛ̃ laʒe]）是法国罗讷省的一个市镇，属于索恩河畔自由城区。

## 地理
圣拉热（46°6'42"N, 4°40'22"E）面积7.74 平方千米，位于法国奥弗涅-罗讷-阿尔卑斯大区罗讷省，该省份为法国中东部省份，北起顺时针与索恩-卢瓦尔省、安省、里昂大都会、伊泽尔省和卢瓦尔省接壤。
与圣拉热接壤的市镇（或旧市镇、城区）包括：塞尔谢、沙朗泰、博若莱地区坎谢、博若莱地区贝尔维尔。
圣拉热的时区为UTC+01:00、UTC+02:00（夏令时）。

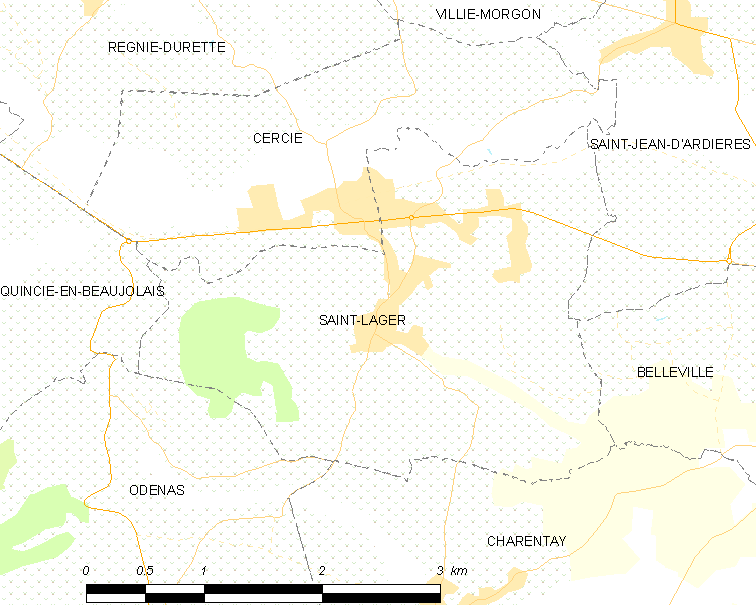
圣拉热的OSM定位图

## 行政
圣拉热的邮政编码为69220，INSEE市镇编码为69218。

## 政治
圣拉热所属的省级选区为博若莱地区贝尔维尔县。

## 人口

1962-2008年间圣拉热人口变化图示

圣拉热于2022年1月1日时的人口数量为1051人。